# Jedinstveni identifikator sastojaka
Jedinstveni identifikator sastojaka (engl. UNique Ingredient Identifier - UNII) je ne-vlasnički, besplatni, jedinstveni, jednoznačani, ne-semantički, alfanumerički identifikator, koji je vezan za molekulsku strukturu supstance i/ili opisne informacije iz FDA sistema za registraciju supstanci (SRS). UNII sadrži deset alfanumeričkih oznaka. Ovaj identifikator ne sadrži informacije o vremenu unosa, ili o tipu supstance.
SRS se koristi za generisanje permanentnih, jedinstvenih identifikatora supstanci regulisanih proizvoda, kao što su sastojci lekova. Sistem koristi molekulsku strukturu i opisnu informaciju za definisanje supstance i za UNII generisanje. Osnovni način definisanje supstance je baziran na njenoj 2D molekulskoj strukturi. U slučajevima gde molekulska struktura nije dostupna (npr. kod botaničkih proizvoda), UNII se definiše na osnovu opisnih informacija.

## Primeri
| Ime                 |  |
| ------------------- |  |
| Metadon-hidrohlorid |  |
| Metadon             |  |
| Voda                |  |

## Literatura
- Hess, William A. (2007). Substance Registration – UNII Presentation.

## Spoljašnje veze
- Sistem za registraciju supstanci - Jedinstveni identifikator sastojaka